# George Baird
George Hetzel Baird (Grand Island, 5 marzo 1907 – Rhinebeck, 4 settembre 2004) è stato un velocista statunitense, specializzato nei 400 metri piani.

## Biografia
Nel 1928 prese parte ai Giochi olimpici di Amsterdam conquistando la medaglia d'oro nella staffetta 4×400 metri insieme a Fred Alderman, Emerson Spencer e Ray Barbuti e facendo registrare il nuovo record del mondo. Una settimana più tardi, insieme a Morgan Taylor, Ray Barbuti ed Emerson Spencer, conquistò anche il record del mondo della staffetta 4×440 iarde.
Si laureò all'Università dell'Iowa e durante la Grande depressione del 1929 cambiò diversi lavori, l'ultimo dei quali fu l'assistente burattinaio insieme al fratello Bill. Più tardi divenne assistente professore presso l'Università di New York, dove conseguì anche un master.

## Record nazionali
- Staffetta 4×400 metri: 3'14"2  ( Amsterdam, 5 agosto 1928)
- Staffetta 4×440 iarde: 3'13"4  ( Londra)

## Palmarès
| Anno | Manifestazione  | Sede      | Evento                | Risultato | Prestazione | Note            |
| ---- | --------------- | --------- | --------------------- | --------- | ----------- | --------------- |
| 1928 | Giochi olimpici | Amsterdam | Staffetta 4×400 metri | Oro       | 3'14"2      | Record mondiale |